# 메리 제인 (구두)

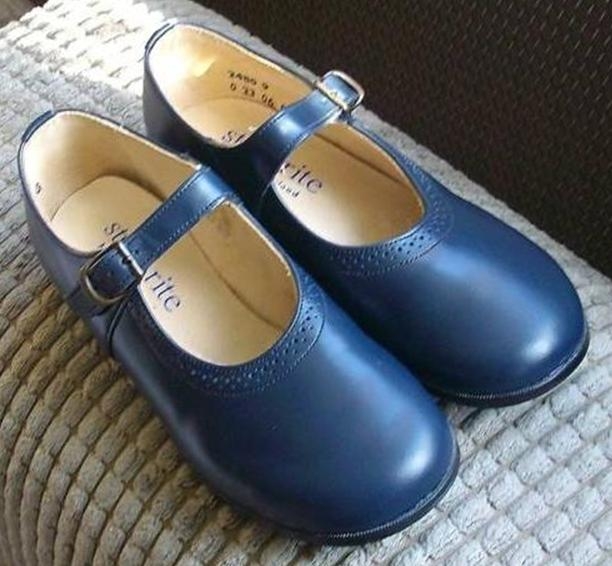
클래식 메리 제인, 또는 바 슈즈.

메리 제인(Mary Jane)은 하나 또는 그 이상의 끈이 발등을 지나는 낮고 닫힌 형태의 구두를 부르는 미국 용어이다.
클래식 메리 제인은 보통 검은 가죽이나 애나멜 가죽으로 만들고, 버클이나 단추가 달린 얇은 끈으로 동여매며, 폭이 넓고 둥근 앞코, 낮은 굽, 얇은 구두창을 가졌다. 여자들은 메리 제인을 팬티 스타킹이나 스타킹과 함께 신으며, 여기에 드레스나 치마, 블라우스를 입는 것이 전통이다. 일반적이지는 않지만 소년들은 메리 제인을 양말과 반바지, 셔츠와 함께 입는 것이 전통이다.

## 역사

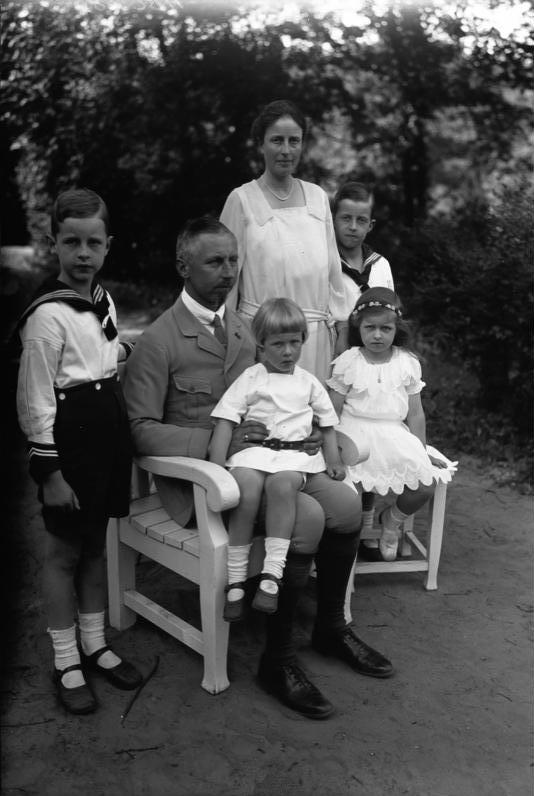
1925년 프로이센의 오스카르 왕자 가족. 세 소년(10세, 8세, 3세)이 메리 제인을 신고 있다.

19세기 초에 등장하였다. 본래 성별에 상관없이 신었으나, 1930년대 북미와 유럽에서 여성용으로 인식되기 시작했다. 여성들 사이에서 대중화된 것은 1920년부터이다.

## 어원
메리 제인은 리처드 펠튼 아웃코트가 1902년 처음 연재한 코믹 스트립 버스터 브라운의 "파더 오브 더 선데이 코믹 스트립"의 등장인물이었다. 표제 인물 버스터 브라운의 "애인" 메리 제인은 같은 이름을 가진 아웃코트의 딸을 모델로 하였다. "미세스 브라운"이 아웃코트의 아내와 비슷한 부분이 있지만, 아웃코트와 그의 딸의 말에 따르면 버스터 브라운에서 실재 인간을 모델로 한 것은 메리 제인이 유일하다.
아웃코트는 1904년 세인트루이스 세계박람회를 방문하여 버스터 브라운의 등장인물을 제품 광고에 사용할 수 있는 라이선스를 200개 이상의 회사에 팔았다. 이후 그 중에서 브라운 슈 컴퍼니가 배우를 고용하여 그 나라를 돌며 극장과 상점에서 버스터 브라운의 등장인물을 연기하였다. 이러한 전략은 브라운 슈 컴퍼니의 상표를 버스터 브라운에서 연상될 수 있게 만들었고, 버스터 브라운과 메리 제인이 신은 구두 양식이 메리 제인으로 알려지게 되었다.

## 굽 스타일

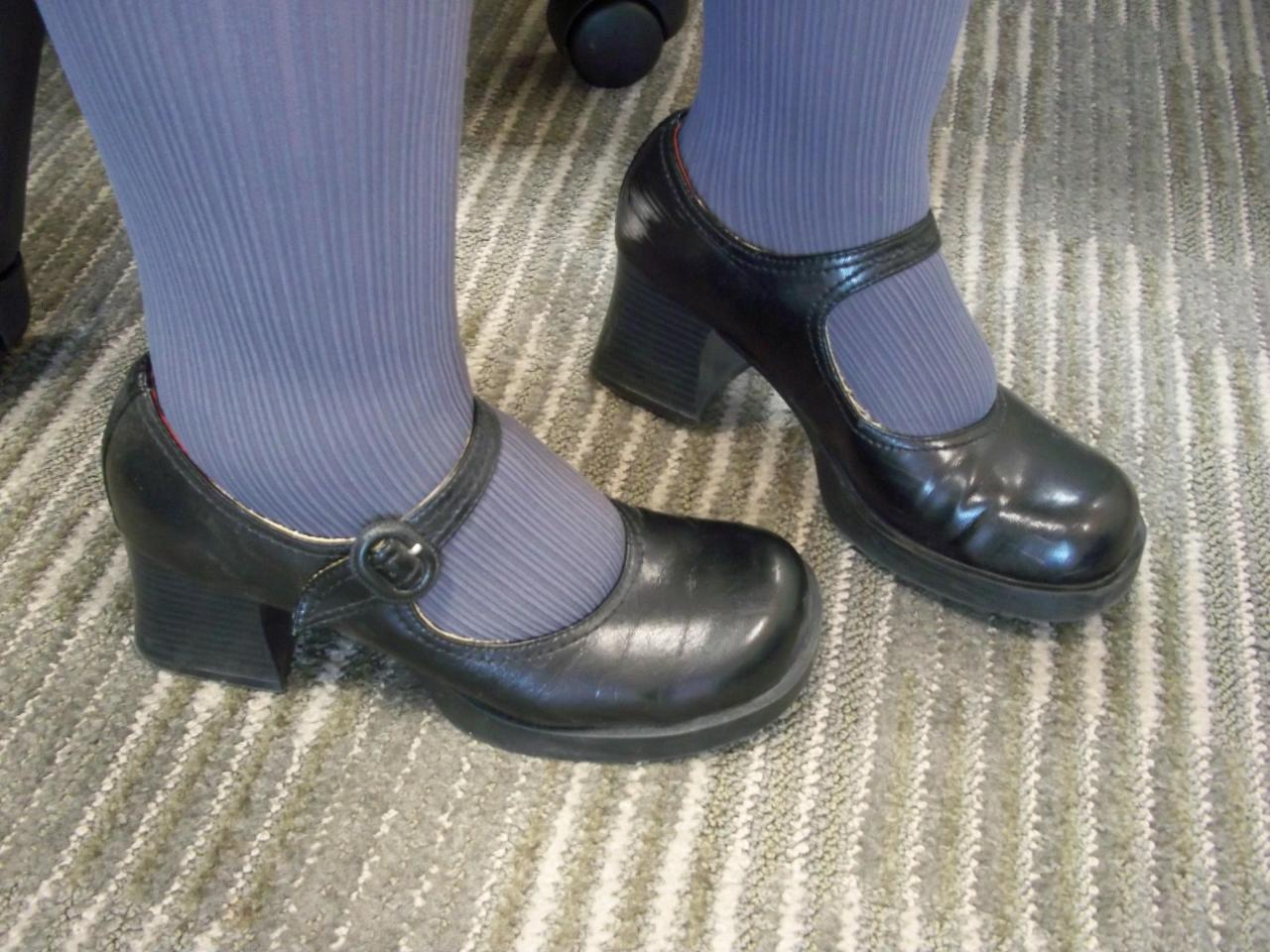
현대의 청키 힐 메리 제인 구두.

고전 양식의 메리 제인이 아직까지 대중적으로 많이 알려졌지만, 1990년대 후반부터 굽이 달린 형태의 메리 제인도 발전해오고 있다. 굽 스타일의 메리 제인은 1~3cm의 구두창과 8~13cm의 청키 힐, 커다란 덧테쇠나 버클이 달려있는 것이 일반적이다. 이러한 양식은 1990년대 후반과 2000년대 초반 미국의 펑크 록, 사이코빌리, 고스 하위문화에서 많은 인기를 끌었다. 외양을 강조하기 위해 어두운 색 줄무늬나 무늬가 달린 니하이 니트 양말이나 스타킹/팬티스타킹을 신거나 격자 무늬가 있는 주름 잡힌 학생 스타일의 치마를 입기도 한다.
메리 제인은 킨더호어에서 인기있는 신발이다. 본래의 메리 제인처럼 굽이 낮거나 앞코가 넓지 않은 펌프스도 발등에 끈이 달려 있으면 "메리 제인 펌프스"라고 부르기도 한다.